# Романовская, Ольга Сергеевна
О́льга Серге́евна Романо́вская (укр. О́льга Сергі́ївна Романо́вська, девичья фамилия Коря́гина, Коря́гіна, род. 22 января 1986, Николаев) — украинская певица, телеведущая, модель и дизайнер. Бывшая участница женской поп-группы «ВИА Гра» (2006—2007). В группе была известна под девичьей фамилией Корягина. После ухода из группы занимается сольной карьерой.
С 13 апреля по 19 октября 2016 года являлась ведущей журналистского телепроекта «Ревизорро» на телеканале «Пятница!», заменив Елену Летучую. В ноябре 2016 года стала одной из участниц трио Queens.

## Биография
Ольга Романовская родилась в Николаеве 22 января 1986 года. В детстве занималась вокалом, в 15 лет выиграла конкурс красоты «Мисс Причерноморье-2001». В 2004 году стала «Мисс Коблево». С 16 лет работала в модельном агентстве своего города. Принимала участие в показах и фотосессиях в качестве модели в родном городе. После окончания школы поступила в Николаевский филиал Киевского национального государственного университета культуры и искусства на факультет декоративно-прикладного искусства, специальность — обработка ткани.

### Личная жизнь
В конце апреля 2007 года вышла замуж за украинского бизнесмена Андрея Романовского. 1 сентября того же года родился сын Максим. У Романовской также есть сын Олег и дочь София.

## Творчество

### «ВИА Гра»
В начале 2006 года прошла кастинг в группу «ВИА Гра» на место Надежды Грановской, которая отказалась от дальнейшего участия в проекте. Но на вакантное место была взята Кристина Коц-Готлиб — «Мисс Донецк 2003». По прошествии трёх месяцев для продюсеров стало очевидно, что девушка не вписалась в коллектив, и было решено всё же предоставить шанс Корягиной. 10 апреля 2006 она была представлена в качестве новой участницы группы. На тот момент она училась на третьем курсе в университете.
Вместе с Корягиной в состав «ВИА Гры» входили также Вера Брежнева и Альбина Джанабаева. За время своего пребывания в группе девушка снялась в клипах «Л. М. Л.» и «Цветок и нож», приняла участие в записи англоязычного альбома «L.M.L.». В марте 2007 года Ольга объявила о своей беременности и уходе из группы. Её последнее выступление в составе группы состоялось 16 апреля 2007 года.

### Сольная карьера
После ухода из группы «ВИА Гра» певица решила начать сольную карьеру, взяв фамилию мужа — Романовская. Дебютным клипом певицы является «Колыбельная», идея которого принадлежит Романовской. Съёмки проходили в конце июня 2007 года, когда Романовская находилась на 8-м месяце беременности. Режиссёром видео стал Семён Горов. В 2010 году Романовская стала дизайнером своей линии одежды «Romanovska». В 2011 году приняла участие в юбилейном концерте группы «ВИА Гра». После ухода Романовской из «ВИА Гры» её продюсером высказывал желание стать Максим Фадеев, однако дальше одной песни дело не пошло.
В 2012 году Константином Меладзе и Аланом Бадоевым было объявлено, что Романовская станет одной из шести наставниц в реалити-шоу «Хочу V ВИА Гру», однако она отказалась от участия в шоу.
Летом 2013 года в Одессе познакомилась с продюсером Андреем Сергеевым. В скором времени был записан сингл под названием «Достучаться до неба», премьера которого состоялась 24 сентября 2013 года. 28 марта 2014 года вышел новый видеоклип, снятый на песню «Тайная любовь». Ролик был снят по мотивам фильмов «Полночь в Париже» и «Анна Каренина». Съемки проходили в Будапеште. Режиссёром клипа выступил Кирилл Кузин. Осенью 2014 года был снят клип на песню «Музыка». Премьера клипа состоялась 17 сентября на YouTube, на официальном канале популярной музыки «ELLO». Режиссёром стал Виктор Масляев. 1 апреля 2015 года Романовская представила клип на песню «Красивые слова», где предстала в неожиданном и провокационном образе. Режиссёром видеоклипа выступил Евгений Тимохин. Осенью 2015 года выпустила клип на песню «Держи меня крепче». Режиссёр клипа — Евгений Тимохин. 2 декабря 2015 года представила на закрытой вечеринке перед своим Днём рождения дебютный альбом, который получил название «Держи меня крепче». Цифровой релиз альбома не состоялся.
В 2016 году Романовская прошла кастинг на место ведущей нового сезона программы «Ревизорро». 21 марта 2016 года на сайте телеканала «Пятница!» был опубликован тизер четвёртого сезона с Романовской, заменившей Елену Летучую.
25 апреля 2016 года Романовская представила новую композицию «Мало малины», в записи которой принял участие молдавский музыкант Дан Балан. Премьера клипа состоялась 21 мая на официальном канале лейбла звукозаписи «Moon Records» на YouTube.

### Телевидение

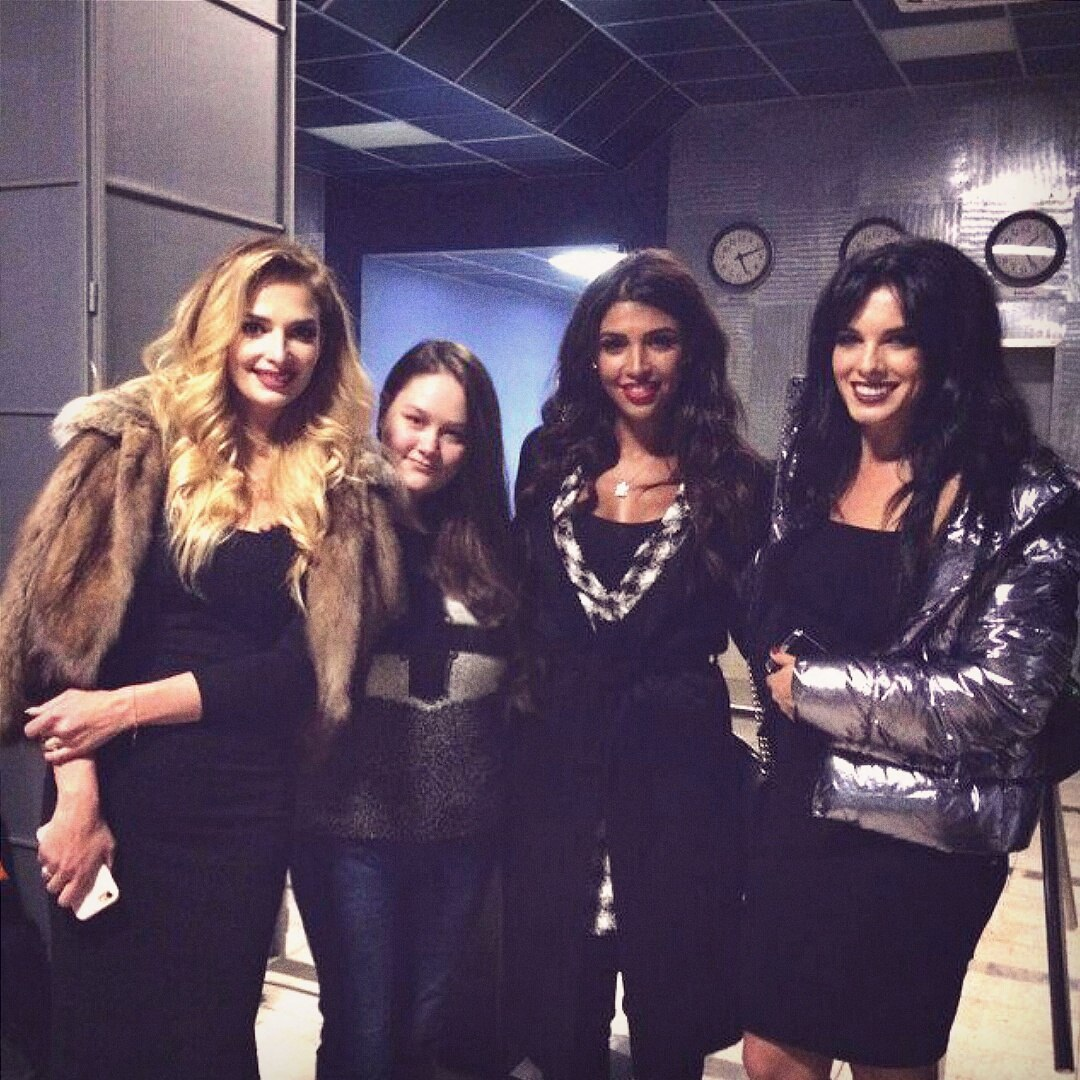
Ольга Романовская (справа) в составе группы Queens и поклонница

С самого начала трансляции телепередачи «Ревизорро» ведущей программы являлась Елена Летучая. 21 марта 2016 года на сайте телеканала «Пятница!» был опубликован тизер нового сезона с участием Романовской. Она комментариев не давала, как и Летучая, но в сети появились видео проверок с новой ведущей, где Романовская наклеивает наклейку на дверь одного из ресторанов города Ставрополя. Романовская являлась ведущей всех двадцати восьми выпусков четвёртого сезона телепроекта. В конце октября покинула шоу по личным причинам, на её место вернулась Елена Летучая.

### Queens
8 ноября 2016 года стало известно об образовании новой поп-группы под продюсированием Сергея Ковалёва, в которую помимо Романовской вошли ещё две экс-солистки «ВИА Гры»: Татьяна Котова и Санта Димопулос. 15 ноября на пресс-конференции было объявлено название группы — Queens. 19 ноября состоялась премьера дебютной песни «Зачем» на «Золотом граммофоне» в СК «Олимпийский». В апреле 2017 года стало известно, что все три девушки покинули группу, вместо них стали петь новые участницы во главе с экс-солисткой группы «ВИА Гра» Кристиной Коц-Готлиб.

## Общественная деятельность
Ольга Романовская приняла участие в Новогоднем благотворительном балу, который провел «Фонд добрых сердец» в поддержку одаренных малышей, у чьих родителей нет возможности развивать их талант. Там же певица исполнила новую песню «Птица» из своего дебютного альбома.
В 2022 году вытупила против вторжения России на Украину и была задержана на митинге в поддержку Украины в Москве.

## Дискография

### Сольная карьера

#### Студийные альбомы
| Название          | Информация                                                                         |
| ----------------- | ---------------------------------------------------------------------------------- |
| Держи меня крепче | - Релиз: 2 декабря 2015 - Лейбл: УМИГ Мьюзик - Формат: Цифровой релиз не состоялся |

#### Синглы
| №  | Сингл                           | Альбом            | Год  |
| -- | ------------------------------- | ----------------- | ---- |
| 1  | «Колыбельная»                   | без альбома       | 2007 |
| 2  | «Старая сказка»                 | без альбома       | 2008 |
| 3  | «Достучаться до неба»           | Держи меня крепче | 2011 |
| 4  | «Музыка»                        | Держи меня крепче | 2013 |
| 5  | «Тайная любовь»                 | Держи меня крепче | 2014 |
| 6  | «Красивые слова»                | Держи меня крепче | 2014 |
| 7  | «Стреляй»                       | Держи меня крепче | 2014 |
| 8  | «Отпусти»                       | Держи меня крепче | 2015 |
| 9  | «Держи меня крепче»             | Держи меня крепче | 2015 |
| 10 | «Мало малины» (feat. Dan Balan) | без альбома       | 2016 |
| 11 | «Папайя»                        | без альбома       | 2017 |
| 12 | «Качели»                        | без альбома       | 2017 |
| 13 | «Птица»                         | без альбома       | 2018 |
| 14 | «Константин»                    | без альбома       | 2018 |

### В составе группы «ВИА Гра»

#### Студийные альбомы
- 2007 — L.M.L.

#### Синглы
- 2006 — «Л. М. Л.» / «L.M.L.»
- 2006 — «Цветок и нож»

### В составе группы «Queens»
- 2016 — «Зачем?»

## Чарты
| Год  | Название                        | Чарты                               | Чарты                               | Чарты                             | Чарты                           | Альбом            |
| Год  | Название                        | Россия и СНГ (Tophit Общий Топ-100) | Украина (Tophit Украинский Топ-100) | Украина (Tophit Киевский Топ-100) | Радиочарт по заявкам TopHit 100 | Альбом            |
| ---- | ------------------------------- | ----------------------------------- | ----------------------------------- | --------------------------------- | ------------------------------- | ----------------- |
| 2007 | «Колыбельная»                   | 307                                 | —                                   | —                                 | 285                             | без альбома       |
| 2015 | «Красивые слова»                | 276                                 | 71                                  | 33                                | 310                             | Держи меня крепче |
| 2015 | «Держи меня крепче»             | 153                                 | 33                                  | 69                                | 227                             | Держи меня крепче |
| 2016 | «Мало малины» (feat. Dan Balan) | 154                                 | 42                                  | 82                                | 18                              | без альбома       |
| 2017 | «Папайя»                        | 278                                 | 566                                 | 613                               | 88                              | без альбома       |

- «—» песня отсутствовала в чарте
- чарты «Tophit Украинский Топ-100» и «Tophit Российский Топ-100» основаны в 2011 году

## Видео
| Год                           | Клип                                            | Режиссёр                 | Альбом                   |
| В составе группы ВИА Гра      | В составе группы ВИА Гра                        | В составе группы ВИА Гра | В составе группы ВИА Гра |
| ----------------------------- | ----------------------------------------------- | ------------------------ | ------------------------ |
| 2006                          | «Л.М.Л.» / «L.M.L.»                             | Алан Бадоев              | L.M.L.                   |
| 2006                          | «Цветок и нож»                                  | Алан Бадоев              | Поцелуи                  |
| Сольная карьера               |                                                 |                          |                          |
| 2007                          | «Колыбельная»                                   | Семен Горов              | без альбома              |
| 2014                          | «Тайная любовь»                                 | Кирилл Кузин             | Держи меня крепче        |
| 2014                          | «Музыка»                                        | Виктор Масляев           | Держи меня крепче        |
| 2015                          | «Красивые слова»                                | Евгений Тимохин          | Держи меня крепче        |
| 2015                          | «Держи меня крепче»                             | Евгений Тимохин          | Держи меня крепче        |
| 2016                          | «Мало малины» (feat. Dan Balan)                 | Александр Тихомиров      | TBA                      |
| 2017                          | «Папайя»                                        | Иван Кваша               | TBA                      |
| 2018                          | «Птица»                                         | Serghey Grey             | TBA                      |
| 2018                          | «Константин»                                    | Тарас Голубков           | TBA                      |
| Участие у других исполнителей |                                                 |                          |                          |
| 2006                          | «Без суеты» (Валерий Меладзе) (эпизод)          | Семен Горов              | Вопреки                  |
| 2017                          | «#ТАКАЯ» (Илья Зудин feat. Dj Squeeze) (эпизод) | Виктор Фо                | без альбома              |

## Фильмография
| Год  |   | Название    | Роль    |
| ---- | - | ----------- | ------- |
| 2006 | ф | Первый дома | Пиратка |

## Телевизионные проекты
| Год  | Тип       | Название    | Телеканал |
| 2016 | Программа | «Ревизорро» | Пятница!  |